# Heteroconis maculata
Heteroconis maculata är en insektsart som beskrevs av Meinander 1969. Heteroconis maculata ingår i släktet Heteroconis och familjen vaxsländor. Inga underarter finns listade i Catalogue of Life.